# Luisa di Savoia
Luisa di Savoia (Pont-d'Ain, 11 settembre 1476 – Grez-sur-Loing, 22 settembre 1531) era la figlia del duca Filippo II di Savoia e di Margherita di Borbone (1438 – 1483). Fu per due volte reggente di Francia.

## Biografia
Sposò, nel 1490, Carlo di Valois (1459 – 1496), conte di Angoulême, dal quale ebbe il futuro re Francesco I di Francia e la celebre Margherita d'Angoulême, letterata e regina di Navarra dopo il matrimonio con Enrico II di Navarra.
Pur appartenendo alla famiglia Savoia, Luisa risiedette quasi sempre in Francia, sia per il fatto che la madre era francese, sia per il matrimonio con un Valois, titolare di una modesta contea e cadetto della dinastia reale dei Capetingi, ma lontano dalla linea di discendenza del trono.
Rimasta vedova nel 1496, si dedicò all'educazione dei figli Margherita e Francesco, con l'aiuto del suo confessore, Cristoforo Numai da Forlì, e all'amministrazione del feudo.
Donna assai intelligente, Luisa capì che nel 1510 era avvenuto un evento che favoriva suo figlio: la regina Anna di Bretagna aveva dato alla luce una seconda bambina, Renata, dopo Claudia: nel regno vigeva la legge salica, per cui l'erede presuntivo era proprio Francesco, considerando anche l'età matura della sovrana, che morì quattro anni dopo.
Luigi XII, tuttavia, si risposò con la diciannovenne Maria Tudor, figlia di Enrico VII d'Inghilterra e, quindi, il trono si allontanava di nuovo per l'amato erede di Luisa. Ma la giovanissima regina non affrontò alcuna gestazione e il sovrano scomparve nel 1515: sul trono salì Francesco I, che scelse come moglie la principessa Claudia, primogenita del re defunto e duchessa di Bretagna.
Luisa fece sposare la figlia Margherita al re Enrico II di Navarra (saranno gli avi di Enrico IV): attraverso suo figlio, che sempre si consigliava con lei, ebbe molto potere ed influenza nella Francia del tempo.
Fu due volte reggente di Francia, durante le campagne italiane del figlio Francesco (1515 e 1525-1526) e dovette organizzare la continuità del governo e sostenere il conflitto con Carlo V dopo che Francesco fu catturato nella battaglia di Pavia (1525). Con Margherita d'Asburgo, vedova di suo fratello Filiberto II di Savoia, trattò la Pace delle due dame.
Francesco, dopo aver confiscato i beni del traditore Carlo III di Borbone-Montpensier, le fece dono del titolo di duchessa d'Alvernia.
Luisa morì all'età di 55 anni, nel 1531, e fu sepolta nell'abbazia di Saint-Denis.

## Discendenza
Dal matrimonio nacquero due figli:
- Margherita (1492 – 1549), regina consorte di Navarra, ava di Enrico IV di Francia;
- Francesco I (1494 – 1547), re di Francia dal 1515.

## Ascendenza
|                       |                       |                       | Genitori                        |  |  | Nonni |  |  | Bisnonni          |  |  | Trisnonni            |  |
|                       |                       |                       |                                 |  |  |       |  |  | Antipapa Felice V |  |  | Amedeo VII di Savoia |  |
|                       |                       |                       |                                 |  |  |       |  |  | Antipapa Felice V |  |  | Amedeo VII di Savoia |  |
|                       |                       | Bona di Berry         |                                 |  |  |       |  |  | Antipapa Felice V |  |  |                      |  |
| Ludovico di Savoia    |                       |                       |                                 |  |  |       |  |  | Antipapa Felice V |  |  |                      |  |
|                       |                       | Maria di Borgogna     | Filippo II di Borgogna          |  |  |       |  |  |                   |  |  |                      |  |
|                       |                       | Maria di Borgogna     | Filippo II di Borgogna          |  |  |       |  |  |                   |  |  |                      |  |
|                       |                       | Maria di Borgogna     | Margherita III delle Fiandre    |  |  |       |  |  |                   |  |  |                      |  |
| Filippo II di Savoia  |                       | Maria di Borgogna     |                                 |  |  |       |  |  |                   |  |  |                      |  |
|                       |                       | Giano di Lusignano    | Giacomo I di Cipro              |  |  |       |  |  |                   |  |  |                      |  |
|                       |                       | Giano di Lusignano    | Giacomo I di Cipro              |  |  |       |  |  |                   |  |  |                      |  |
|                       |                       | Giano di Lusignano    | Helvis di Brunswick-Grubenhagen |  |  |       |  |  |                   |  |  |                      |  |
| Anna di Lusignano     |                       | Giano di Lusignano    |                                 |  |  |       |  |  |                   |  |  |                      |  |
|                       |                       | Carlotta di Borbone   | Giovanni I di Borbone-La Marche |  |  |       |  |  |                   |  |  |                      |  |
|                       |                       | Carlotta di Borbone   | Giovanni I di Borbone-La Marche |  |  |       |  |  |                   |  |  |                      |  |
|                       |                       | Carlotta di Borbone   | Caterina di Vendôme             |  |  |       |  |  |                   |  |  |                      |  |
| Luisa di Savoia       |                       | Carlotta di Borbone   |                                 |  |  |       |  |  |                   |  |  |                      |  |
|                       | Giovanni I di Borbone | Luigi II di Borbone   |                                 |  |  |       |  |  |                   |  |  |                      |  |
|                       | Giovanni I di Borbone | Luigi II di Borbone   |                                 |  |  |       |  |  |                   |  |  |                      |  |
|                       | Giovanni I di Borbone | Anna di Forez         |                                 |  |  |       |  |  |                   |  |  |                      |  |
| Carlo I di Borbone    | Giovanni I di Borbone |                       |                                 |  |  |       |  |  |                   |  |  |                      |  |
|                       |                       | Maria di Berry        | Giovanni di Valois              |  |  |       |  |  |                   |  |  |                      |  |
|                       |                       | Maria di Berry        | Giovanni di Valois              |  |  |       |  |  |                   |  |  |                      |  |
|                       |                       | Maria di Berry        | Jeanne d'Armagnac               |  |  |       |  |  |                   |  |  |                      |  |
| Margherita di Borbone |                       | Maria di Berry        |                                 |  |  |       |  |  |                   |  |  |                      |  |
|                       |                       | Giovanni di Borgogna  | Filippo II di Borgogna          |  |  |       |  |  |                   |  |  |                      |  |
|                       |                       | Giovanni di Borgogna  | Filippo II di Borgogna          |  |  |       |  |  |                   |  |  |                      |  |
|                       |                       | Giovanni di Borgogna  | Margherita III delle Fiandre    |  |  |       |  |  |                   |  |  |                      |  |
| Agnese di Borgogna    |                       | Giovanni di Borgogna  |                                 |  |  |       |  |  |                   |  |  |                      |  |
|                       |                       | Margherita di Baviera | Alberto I di Baviera            |  |  |       |  |  |                   |  |  |                      |  |
|                       |                       | Margherita di Baviera | Alberto I di Baviera            |  |  |       |  |  |                   |  |  |                      |  |
|                       |                       | Margherita di Baviera | Margherita di Brieg             |  |  |       |  |  |                   |  |  |                      |  |
|                       |                       | Margherita di Baviera |                                 |  |  |       |  |  |                   |  |  |                      |  |